# Altan Urag
Altan Urag (mong. Алтан ураг) – mongolska grupa folk rockowa istniejąca od 2002 roku. Styl zespołu łączy tradycyjną muzykę mongolską i współczesne wpływy.
Wszyscy członkowie zespołu są zawodowymi odtwórcami klasycznej muzyki mongolskiej i zwykle występują grając na morin chuurze (skrzypce z główką w kształcie głowy konia), ich chuurze (wielkie skrzypce z główką w kształcie głowy konia), biszgüürze (tradycyjny róg) i jooczinie (rodzaj cymbałów), także z włączeniem śpiewów chöömij (śpiew gardłowy) i urtyn duu (długa pieśń).
Ich interpretacje zostały wykorzystane w filmach Khadak (2006) i Czyngis-chan (2007).

## Dyskografia
- Foal's Been Born (Унага төрөв, 2004)
- Made in Altan Urag (Алтан Урагт үйлдвэрлэв, 2006)
- Hypnotism (Ховс, 2008)
- Blood (Цус, 2009)
- Nation (Үндэстэн, 2010)
- Once Upon a Time in Mongolia (Эрт урьдын цагт Монголд, 2010)
- Mongol (Монгол, 2010)

## Skład
- B. Erdenebat (Erka), jooczin, fortepian
- M. Czimedtogtoch (Chimdee), biszgüür, śpiew (chöömij)
- C. Gangaa (Gangaa), ich chuur (wielkie skrzypce), kontrabas
- P. Ojuunbileg (Oyunaa), morin chuur, śpiew (chöömij)
- B. Bolortungalag (Tungaa), bębny, perkusja
- B. Bürentögs (Burnee) morin chuur, śpiew (chöömij)
- Ch. Erdenceceg (Erka), śpiew (urtyn duu)